# Хосе Анхель Вальдес
Хосе Анхель Вальдес (ісп. José Ángel Valdés, нар. 5 вересня 1989, Хіхон) — іспанський футболіст, захисник клубу «Ейбар».
Виступав за клуби «Спортінг» (Хіхон), «Рома» та «Реал Сосьєдад», а також молодіжну збірну Іспанії, у складі якої ставав чемпіоном Європи.

## Клубна кар'єра

### Ранні роки
Народився 5 вересня 1989 року в Хіхоні. Після дитячих футбольних шкіл «Росес» та «Ла-Бранья» у 8-річному віці опинився в хіхонському «Спортінгу». В 19 років став грати за резервну команду, «Спортінг Хіхон Б», а через рік потрапив в основний склад клубу.

### «Спортінг Хіхон»
Першу гру в основній команді «Спортінга» Хосе Анхель зіграв 7 січня 2009 року в матчі кубка Іспанії проти «Вальядоліда».. Дебют в Ла Лізі відбувся 8 лютого 2009 року — Хосе Анхель замінив Рафеля Састре на 63-й хвилині виїзного матчу з «Барселоною», програного хіхонцями з рахунком 1:3. Через місяць, 15 березня, забив свій перший гол в матчі проти «Депортіво» з Ла-Коруньї.

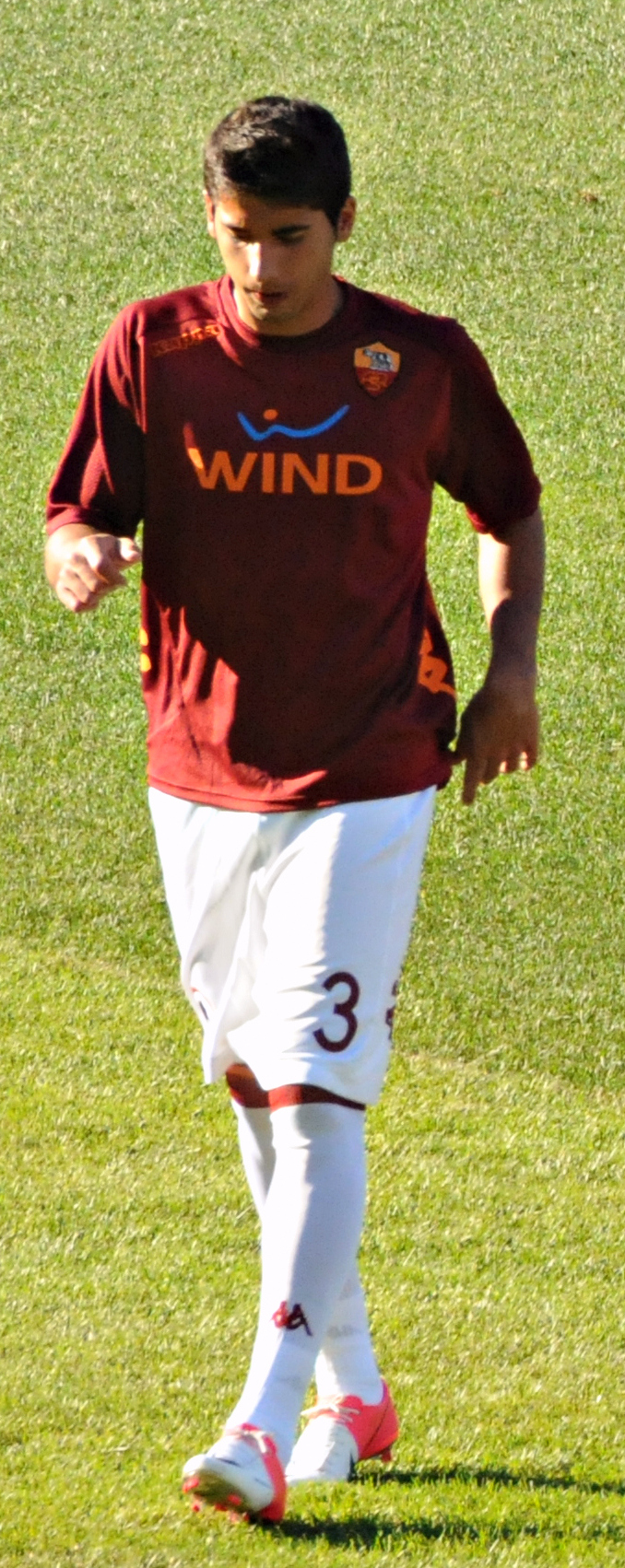
Хосе Анхель під час виступів за «Рому». 25 липня 2012

Протягом наступних двох сезонів Хосе Анхель регулярно виходив як на заміну, так і в основному складі, коли не міг зіграти його основний конкурент за місце на лівому краю захисту — Роберто Канелья, другий випускник юнацької академії клубу.
2010 року Хосе Анхель був визнаний найкращим молодим лівим захисником Іспанії. У сезоні 2010/11 був відзначений пресою, крім іншого, за успішну гру в матчах проти «Барселони» (поразка 0:1 на Камп Ноу) та мадридського «Реала», над яким «Спортінгу» вдалося здобути гостьову перемогу з рахунком 1:0, що стала для Жозе Моурінью, який тренував «Реал», першою домашньою поразкою в чемпіонатах за понад 9 років.

### «Рома»
19 липня 2011 року підписав контракт з італійською «Ромою», ставши частиною проєкту реорганізації клубу під керівництвом нового тренера Луїса Енріке.
18 серпня 2011 року дебютував за «Рому» в гостьовому матчі кваліфікаційного раунду Ліги Європи 2011/12 проти словацького «Слована». 11 вересня відбувся дебют футболіста в Серії А. У другому турі чемпіонату «Рома» на своєму полі приймала «Кальярі». Матч завершився поразкою римлян з рахунком 1:2, а Хосе Анхель на 69-й хвилині отримав червону картку. Всього у сезоні 2011/12 зіграв в 27 матчах Серії А і отримав три жовтих картки.
Влітку 2012 року Луїса Енріке на посту тренера «Роми» змінив Зденек Земан, після чого на позицію лівого захисника був придбаний 30-річний Федеріко Бальцаретті, срібний призер минулого чемпіонату Європи. Кілька гравців, включаючи Хосе Анхеля, не були залучені Земаном на передсезонні збори команди. 4 серпня 2012 року він перейшов в сан-себастьянський «Реал Сосьєдад» в річну оренду з правом викупу.
Першою грою Хосе Анхеля за «Реал Сосьєдад» став матч першого туру Ла Ліги 2012/13 проти «Барселони» на «Камп Ноу». Він вийшов на заміну на 73-й хвилині, а гра завершилася поразкою його команди з рахунком 1:5.. Всього протягом сезону Хосе Анхель зіграв лише у 11 матчах чемпіонату, програвши конкуренцію на лівому фланзі Альберто де ла Бельї. Незважаючи на це «Реал Сосьєдад» по завершенні оренди продовжив термін її дії ще на рік, під час якого став частіше виходити в старті на позиції лівого захисника.

### «Порту»
29 липня 2014 року уклав контракт з «Порту», яке очолив іспанець Хулен Лопетегі і став залучати до створення нової команди співвітчизників. Разом з Вальдесом до складу «драконів» приєднались іспанці Іван Маркано, Крістіан Тельйо, Адріан Лопес, Олівер Торрес, Хосе Кампанья та Андрес Фернандес. Відтоді встиг відіграти за клуб з Порту 3 матчі в національному чемпіонаті.

## Виступи за збірні
27 березня 2009 року дебютував у складі молодіжної збірної Іспанії в матчі з Ірландією. У тому ж році взяв участь в молодіжному чемпіонаті світу та Середземноморських іграх, вигравши на останньому золоті медалі..
2011 року у складі молодіжної збірної став чемпіоном Європи, проте впродовж всього турніру залишався в запасі — основний лівий захисник Дідак Віла відіграв всі матчі.
Всього на молодіжному рівні зіграв у 14 офіційних матчах.

## Статистика виступів

### Статистика клубних виступів
| Сезон                        | Клуб                         | Чемпіонат                    | Чемпіонат | Чемпіонат | Національний кубок | Національний кубок | Національний кубок | Континентальні кубки | Континентальні кубки | Континентальні кубки | Суперкубок | Суперкубок | Суперкубок | Усього | Усього |
| Сезон                        | Клуб                         | Ліга                         | Ігор      | Голів     | Ліга               | Ігор               | Голів              | Ліга                 | Ігор                 | Голів                | Ліга       | Ігор       | Голів      | Ігор   | Голів  |
| ---------------------------- | ---------------------------- | ---------------------------- | --------- | --------- | ------------------ | ------------------ | ------------------ | -------------------- | -------------------- | -------------------- | ---------- | ---------- | ---------- | ------ | ------ |
| 2008-09                      | «Спортінг Хіхон Б»           | СДБ (ІІІ)                    | 21        | 0         | —                  | —                  | —                  | —                    | —                    | —                    | —          | —          | —          | 21     | 0      |
| 2008-09                      | «Спортінг» (Хіхон)           | ПД                           | 13        | 1         | КІ                 | 4                  | 0                  | —                    | —                    | —                    | —          | —          | —          | 17     | 1      |
| 2009-10                      | «Спортінг» (Хіхон)           | ПД                           | 13        | 0         | КІ                 | 2                  | 0                  | —                    | —                    | —                    | —          | —          | —          | 15     | 0      |
| 2010-11                      | «Спортінг» (Хіхон)           | ПД                           | 26        | 0         | КІ                 | 1                  | 0                  | —                    | —                    | —                    | —          | —          | —          | 27     | 0      |
| Усього за «Спортінг» (Хіхон) | Усього за «Спортінг» (Хіхон) | Усього за «Спортінг» (Хіхон) | 52        | 1         |                    | 7                  | 0                  |                      |                      |                      |            |            |            | 59     | 1      |
| 2011-12                      | «Рома»                       | A                            | 28        | 0         | КІ                 | 2                  | 0                  | ЛЄ                   | 2                    | 0                    | —          | —          | —          | 32     | 0      |
| 2012-13                      | «Реал Сосьєдад»              | ПД                           | 11        | 0         | КІ                 | 2                  | 0                  | —                    | —                    | —                    | —          | —          | —          | 13     | 0      |
| 2013-14                      | «Реал Сосьєдад»              | ПД                           | 22        | 1         | КІ                 | 7                  | 0                  | ЛЧ                   | 1                    | 0                    | —          | —          | —          | 30     | 1      |
| Усього за «Реал Сосьєдад»    | Усього за «Реал Сосьєдад»    | Усього за «Реал Сосьєдад»    | 33        | 1         |                    | 9                  | 0                  |                      | 1                    | 0                    |            |            |            | 43     | 1      |
| 2014-15                      | «Порту»                      | ПЛ                           | 0         | 0         | КП+КЛ              | 0+0                | 0                  | ЛЧ                   | 0                    | 0                    | —          | —          | —          | 0      | 0      |
| Усього за кар'єру            | Усього за кар'єру            | Усього за кар'єру            | 134       | 2         |                    | 18                 | 0                  |                      | 3                    | 0                    |            |            |            | 155    | 2      |

## Титули і досягнення
- Переможець Середземноморських ігор: 2009
- Чемпіон Європи (U-21): 2011